# Чашмаи-Пирак
Чашмаи-Пирак (тадж. Чашмаи Пирак) — сельский населённый пункт (тадж. деҳа) в центральном Таджикистане. Находится в Рогунском районе — районе республиканского подчинения Таджикистана. Входит в состав сельской общины (джамоата) Сичарог. Расположен в Раштской долине, в долине реки Вахш. Расстояние от села до центра района (г. Рогун) — 46 км, центра общины (село Сичарог) — 11 км. Население — 6 человек (2017 г.), таджики. 